# تمام نورهایی که نمی‌توانیم ببینیم (مینی‌سریال)
تمام نورهایی که نمی‌توانیم ببینیم (انگلیسی: All the Light We Cannot See) یک مینی‌سریال تلویزیونی درام تاریخی ساخت ایالات متحده آمریکا به کارگردانی شاون لوی است که توسط استیون نایت برای پخش در نتفلیکس تهیه شده است. در این مجموعه، که از رمانی با همین نام اثر آنتونی دوئر اقتباس شده است، آریا میا لوبرتی، مارک روفالو و هیو لوری به ایفای نقش پرداخته‌اند. این مجموعهٔ چهار قسمتی، ماجراهای یک دختر نابینای فرانسوی به نام ماری-لار و یک سرباز آلمانی به نام ورنر را روایت می‌کند که در فرانسهٔ تحت اشغال آلمان طی جنگ جهانی دوم مسیرشان با یکدیگر تلاقی پیدا می‌کند.
این مجموعهٔ محدود در ۲ نوامبر ۲۰۲۳ منتشر شد.

## داستان
تمام نورهایی که نمی‌توانیم ببینیم ماجرای زندگی دو نوجوان را در دوران اوج جنگ جهانی دوم روایت می‌کند: ماری-لار، دختر نابینای اهل فرانسه و ورنر فنیگ، پسر آلمانی که برای اعزام به جنگ، به اجبار به ارتش آلمان نازی ملحق شده است.

## بازیگران و شخصیت‌ها

### اصلی
- آریا میا لوبرتی در نقش ماری-لار لابلانک، دختر نوجوان و نابینای فرانسوی و دختر دنیل لابلانک
- لوئیس هوفمان در نقش اونترفیلدوبل ورنر فنیگ، نوجوان آلمانی که در نهایت به یک سرباز متخصص در زمینهٔ شناسایی و رهگیری فرکانس‌هایی رادیویی تبدیل می‌شود.
- لارس آیدینگر در نقش اشتاندارتن‌فورر راینولد فون رومپل، از افسران اس‌اس که جواهرات و آثار هنری را تصدیق و ارزیابی می‌کند.
- هیو لوری در نقش اتین لابلانک، عموی بزرگ ماری-لار و کهنه‌سرباز منزوی جنگ جهانی اول که از اختلال اضطراب پس از سانحه رنج می‌برد
- مارک رافلو در نقش دنیل لابلانک، پدر ماری-لار و کلیددار موزه تاریخ طبیعی پاریس
- ماریون بیلی در نقش مادام منک

### بازیگران مهمان
- نل ساتن در نقش کودکی ماری-لار لابلانک
- جیکوب دیل در نقش هاوپت‌اشتورم‌فورر مولر
- روزی هیلالدر نقش فرائو النا
- فلیک کامرر در نقش شارفورر اشمیت
- آندریا دک در نقش ساندرینا
- جیمز درایدن در نقش موسیو کارون
- کورین سیلوا در نقش گفریتر فرانک وولک‌هایمر
- لونا ودلر در نقش یوتا فنیگ
- برند هولشر در نقش اوبرست باستیان
- اد اسکرین در نقش اوبراشتورمبان‌فورر رودولف سایدلر
- پاسکال اولی در نقش دکتر هاینریش
- ریچارد زامل در نقش دکتر هاوپت‌مان
- راشان استون در نقش پروفسور هابلین، مباشر موزهٔ فرانسه
- الیزابت دولاک در نقش ژاکلین
- سارا کراودن در نقش مادام بلانچارد
- مگی دنیلز در نقش مادام فونتینیو

## قسمت‌ها
| شم. | عنوان    | کارگردان | فیلمنامه تلویزیونی | تاریخ پخش اصلی |
| --- | -------- | -------- | ------------------ | -------------- |
| ۱ | «قسمت ۱» | شاون لوی | استیون نایت        | ۲ نوامبر ۲۰۲۳  |
| در طول نبرد سن-مالو، یک دختر نوجوان فرانسوی به نام ماری-لار لابلانک به‌طور غیرقانونی گزیده‌ای از رمان بیست هزار فرسنگ زیر دریا را از طریق یک رادیو بازگو و پخش می‌کند. پخش رادیویی او حاوی پیام‌های رمزگذاری‌شده‌ای برای مقاومت فرانسه به نقل از عموی بزرگ او، اتین است. ورنر فنیگ، اپراتور رادیوی نوجوان آلمانی که با نیروهای اشغال‌گر نازی همراه است، به‌طور مخفیانه و بدون درگیر کردن ماری-لار، به پخش رادیویی او گوش می‌دهد. یک اپراتوری رادیویی جدید برای کمک به ورنر گماشته می‌شود، اما ورنر برای محافظت از ماری-لار او را می‌کشد. راینولد فون رومپل، جواهرشناس نازی که بر این باور است که پدر مفقودالاثر ماری-لار، دنیل، الماس دریای شعله‌ها (الماسی نفرین‌شده که طبق شایعه‌ها به دارندهٔ خود جاودانگی می‌بخشد) را جایی مخفی کرده است، ماری-لار را در یک غار گیر می‌اندازد و از او می‌خواهد که محل الماس را به او بگوید. |          |          |                    |                |
| ۲ | «قسمت ۲» | شاون لوی | استیون نایت        | ۲ نوامبر ۲۰۲۳  |
| نگاهی به گذشته و سال ۱۹۴۰ نشان می‌دهد که در طی تسلیم پارس در مقابل آلمان‌ها، دنیل خارج کردن مخفیانهٔ اشیاء قیمتی را از موزهٔ تاریخ طبیعی پاریس سازمان‌دهی می‌کند و سپس به‌همراه ماری-لار از پارس به سن-مالو می‌گریزد، و ورنر نیز پس از تعمیر رادیوی یکی از مقامات نازی، در انجمن‌های آموزشی سیاسی ملی به خدمت گرفته می‌شود. هم ماری-لار و هم ورنر، به برنامه‌های رادیویی مردی فرانسوی به نام «پروفسور» گوش می‌داده‌اند. در سال ۱۹۴۴، همزمان که مولر، مافوق ورنر، از او می‌خواهد که موقعیت ماری-لار را فاش کند، ماری-لار نیز از دست فون رومپل فرار می‌کند. ورنر و افسر فرمانده ماری-لار را تا خانهٔ محل اقامتش ردگیری می‌کنند. |          |          |                    |                |
| ۳ | «قسمت ۳» | شاون لوی | استیون نایت        | ۲ نوامبر ۲۰۲۳  |
| اتین و ورنر مولر و راننده‌اش را می‌کشند. نمایی از گذشته نمایش داده می‌شود که نشان می‌دهد ماری-لار و دنیل که به‌طور مخفیانه الماس دریای شعله‌ها را جابجا می‌کنند، به خانهٔ عمه منک و عمو اتین می‌رسند؛ ماری-لار در آنجا متوجه می‌شود که اتین در واقع همان پروفسور است. دنیل برای ساخت یک ماکت از شهر برای ماری-لار، شهر را قدم به قدم اندازه‌گیری می‌کند و با این کار باعث جلب توجه گشتاپو می‌شود. مقاومت برای گم کردن رد او و انحراف توجه آلمان‌ها برنامه‌ریزی می‌کند، اما دنیل بازداشت می‌شود. همزمان، ورنر با کسب برتری در وظیفه‌های مرتبط با رادیو در مؤسسه، با وجود سن کم به جبههٔ شرقی اعزام می‌شود. در سال ۱۹۴۴، اتین ورنر را به یکی از پایگاه‌های مقاومت می‌برد تا از او بازجویی کند و در آنجا ضمانت او را بر عهده می‌گیرد. همزمان با رسیدن نیروهای آمریکایی به سن-مالو، فون رومپل نیز خود را به خانهٔ ماری-لار می‌رساند.       |          |          |                    |                |
| ۴ | «قسمت ۴» | شاون لوی | استیون نایت        | ۲ نوامبر ۲۰۲۳  |
| پیش از آغاز عملیات اورلرد، ماری-لار و اتین شروع به جمع‌آوری پیام‌ها به نیابت از مقاومت می‌شوند و همزمان منک نیز می‌میرد. همزمان با بمباران سن-مالو توسط متحدین، فون رومپل این موضوع را که دنیل را شکنجه کرده و سپس به قتل رسانده است، برای ماری-لار فاش می‌ککند. همزمان، اتین طی برخورد خمپاره با پایگاه مقاومت کشته می‌شود و پیش از مرگ از ورنر می‌خواهد که از ماری-لار محافظت کند. ورنر به خانهٔ ماری-لار می‌رسد و با کمک او، ماری-لار فون رومپل را می‌کشد. ماری-لار ورنر را به اتاق زیر شیروانی اتین می‌برد و ورنر از آنجا پیامی را برای خواهر خود مخابره می‌کند و سپس شروع به رقصیدن با ماری-لار می‌کند. ورنر خود را تسلیم نیروهای آمریکایی می‌کند و ماری-لار الماس دریای شعله‌ها را به دریا پرتاب می‌کند. |          |          |                    |                |

## تولید
در مارس ۲۰۱۹، نتفلیکس و ۲۱ لپز انترتینمنت حقوق توسعهٔ یک اقتباس از رمان در قالب یک مجموعهٔ تلویزیونی محدود را کسب کردند و شاون لوی، دن لوین و جاش بری تهیه‌کنندگی این مجموعه را بر عهده گرفتند. در سپتامبر ۲۰۲۱، اعلام شد که نتفلیکس، ترتیب مجموعه را برای این محصول تعیین کرده است که شامل چهار قسمت می‌شود و استیون نایت به‌عنوان نویسنده تعیین شده و لوی نیز آن را کارگردانی خواهد کرد. در دسامبر ۲۰۲۱، اعلام شد که آریا ماری لوبرتی در نقش ماری-لار در این مجموعه حضور خواهد داشت.
در ژانویهٔ ۲۰۲۲ اعلام شد که هم مارک رافلو و هم هیو لوری به فهرست بازیگران اصلی این مجموعه افزوده شده‌اند و رافلو نقش دنیل لابلانک، و لوری نقش اتین لابلانک را ایفا خواهند کرد. در فوریهٔ ۲۰۲۲ اعلام شد که لوئیس هوفمان، لارس آیدینگر و نل ساتن نیز به فهرست بازیگران اضافه شده‌اند. فیلم‌برداری مجموعه در ماه‌های مارس و ژوئیهٔ ۲۰۲۲ در بوداپست، سن-مالو و ویلفرانچه-دو-روریو (شهرستان آوریرون در جنوب فرانسه) آغاز شد و سکانس‌های اصلی (خیابان، بمباران‌ها، آزادسازی سن-مالو) در ویلفرانچه-دو-روریو فیلمبرداری شدند. این شهر به‌خاطر میدان مرکزی باستانی خود که به سن-مالو پیش از تخریب در جنگ جهانی دوم شباهت داشت، و نیز به‌خاطر خیابان‌های به سبک دههٔ ۱۹۴۰ خود، انتخاب شد. فیلمبرداری در ویلفرانچه-دو-روریو از ۵ تا ۲۰ ژوئیهٔ ۲۰۲۲ انجام شد. بخش بزرگی از این شهر برای برآورده کردن نیازهای تولید این مجموعه مناسب‌سازی شده بود.

## موسیقی
آهنگساز جیمز نیوتن هاوارد موسیقی متن این مجموعه را نوشته است.

## انتشار
در ۱۸ آوریل ۲۰۲۳، نخستین تصاویر و نخستین تریلر تیزر این مجموعه منتشر شد. همچنین اعلام شد که پخش این مجموعه برای ۲ نوامبر ۲۰۲۳ برنامه‌ریزی شده است.

## تفاوت‌ها با کتاب
اتین، عموی بزرگ ماری-لار، در این مجموعه کشته می‌شود. با این حال، در داستانی که در کتاب روایت می‌شود، او راهی زندان می‌شود و در نهایت نیز آزاد شده و مجدداً به ماری-لار می‌پیوندد.
داستان پیش‌زمینهٔ ورنر در کتاب که مربوط به دوران کودکی او و آموزش تحت نظر نازی‌ها می‌شود، در ابتدای مجموعه به‌صورت فشرده روایت می‌شود و در نزدیکی پایان مجموعه، نقش او در نجات ماری-لار نیز به‌طور قابل توجهی تغییر کرده است. در کتاب، او برای حفاظت از ماری-لار، راینولد فون رومپل را می‌کشد، اما در مجموعه، ورنر با مقابله با فون رومپل و پرت کردن حواس او از پیدا کردن ماری-لار، به او کمک می‌کند، اما در نهایت این ماری-لار است که موفق می‌شود فون رومپل را هدف قرار داده و به او شلیک کند.
یکی دیگر از تفاوت‌های کلیدی کتاب و مجموعه در رویارویی بیشتر و لحظات عاشقانهٔ میان دو شخصیت اصلی است که در کتاب اتفاق نمی‌افتد. در کتاب، ماری-لار و ورنر تنها برای زمانی کوتاه و پس از نجات ماری-لار توسط ورنر در پناهگاه و پیش از بازداشت ورنر توسط نیروهای متحدین، با یکدیگر ملاقات می‌کنند. در مجموعه اما آن‌ها چیزی بیش از مدت چند ساعته را با یکدیگر می‌گذرانند و رقص عاشقانه و بوسیدن یکدیگر را تجربه می‌کنند. آنتونی دوئر، نویسندهٔ رمان، گفته است که در طی سال‌ها او بازخوردهایی از «بسیاری از مخاطبان» دریافت کرده است که ناامیدی خود از رویارویی کوتاه دو شخصیت اصلی داستان در نزدیکی پایان داستان را بیان کرده‌اند؛ چیزی که در طول داستان‌های پس‌زمینهٔ جداگانهٔ آن‌ها در پرداخت شده است.
علاوه بر این، مجموعهٔ تلویزیونی با پرتاب الماس دریای شعله‌ها در دریا توسط ماری-لار پایان می‌یابد؛ در حالی که در کتاب، داستان به روایت چند دهه بعد می‌پردازد که ماری-لار، که اکنون پیر شده، بیش از ۸۰ سال سن دارد و دوباره در پاریس زندگی می‌کند، خانهٔ مینیاتوری و کلیدی که زمانی به او تعلق داشت را از خواهر ورنر دریافت می‌کند. با این حذف عمدهٔ خط داستانی در سال‌های بعدی، یوتا، خواهر ورنر دوباره حضور پیدا نمی‌کند؛ و او در مجموعه هرگز با ماری-لار روبرو نمی‌شود.

## بازخوردها
وبگاه بازبینی جمعی راتن تومیتوز نرخ ۲۷٪ پذیرش را به‌همراه رتبهٔ متوسط ۵٫۱/۱۰ بر اساس نقدهای ۶۳ منتقد گزارش کرده است. آن‌طور که در نتیجهٔ اجماع منتقدان این وبگاه آمده است، ایت است که «اگرچه همه نورهایی که نمی‌توانیم ببینیم دارای بازیگران درخشانی است، اما پتانسیل آن به‌واسطهٔ مخلوطی از جدیت و حماقت ناشیانه از نظر لحنی خاموش شده است.» متاکریتیک، که از میانگین وزنی استفاده می‌کند، بر اساس نظر ۲۶ منتقد، امتیاز ۳۶ از ۱۰۰ را به این مجموعه اختصاص داده است و از نقدها تحت عنوان «عمدتاً نامطلوب» یاد کرده است.
تصمیم اتخاذ شده برای انتخاب بازیگری که از نظر قانونی نابینا محسوب می‌شود، برای ایفای نقش در قالب شخصیت ماری-لار، به دلیل نمایشی موفقیت‌آمیز از بازیگران نابینا و کم‌بینا مورد تحسین قرار گرفته است. منتقدان همچنین انتخاب آریا میا لوبرتی به‌عنوان بازیگر نقش ماری-لار را مورد ستایش قرار داده‌اند، اما معتقد بوده‌اند که در به تصویر کشیدن عمق و تفاوت‌های محتوای منبع ناتوان بوده است. به‌طور خاص، شخصیت‌پردازی و دیالوگ‌ها مورد انتقال قرار گرفته‌اند و برخی نیز معتقد بوده‌اند که این اقتباس از رمان، در پرداختن به پیچیدگی‌های قهرمان داستان، که با نازی‌ها مرتبط بوده است، موفق عمل نکرده است.